# Júpiter y Dánae

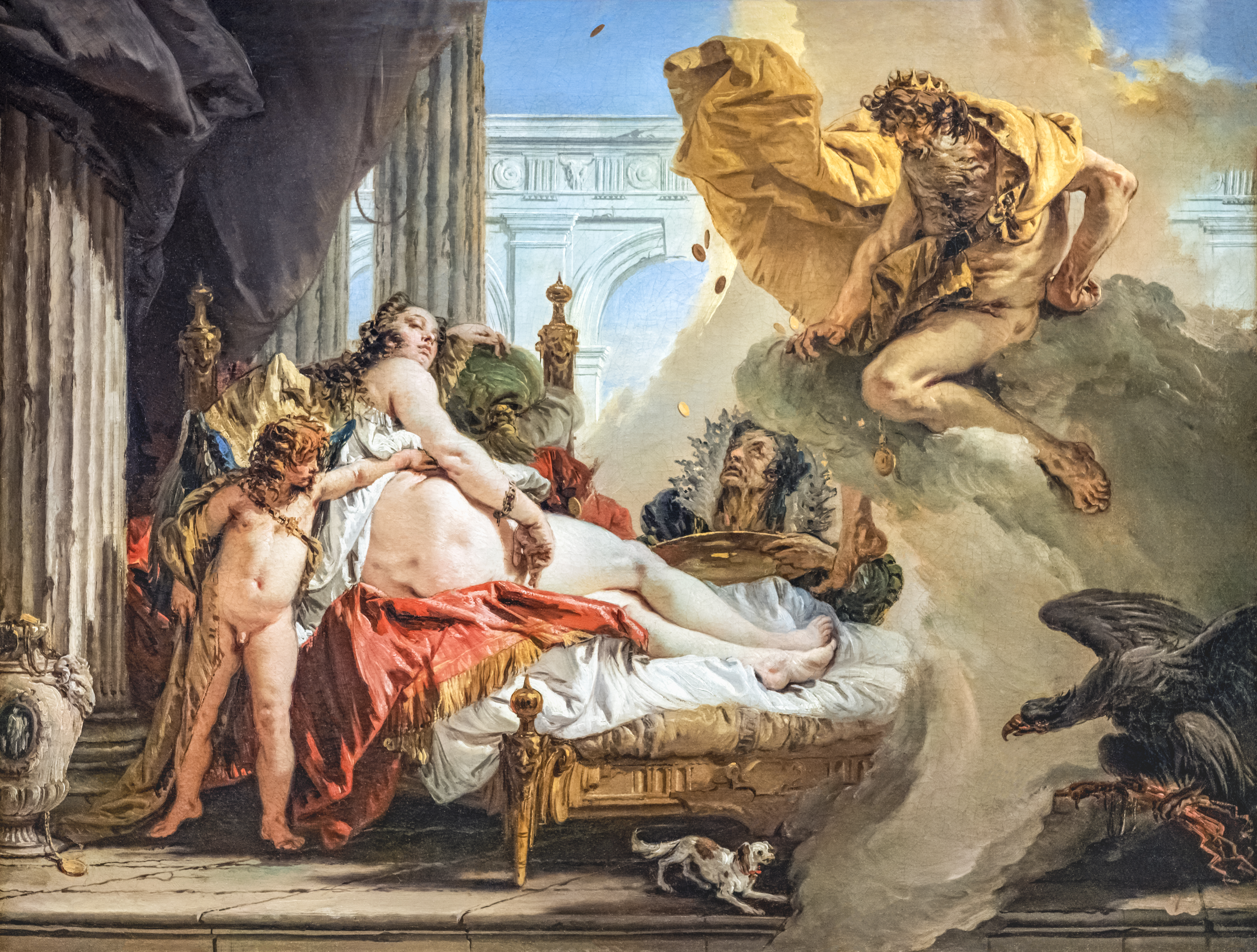
Júpiter y Dánae de Giovanni Battista Tiepolo.

Júpiter y Dánae es una pintura del pintor barroco italiano Giovanni Battista Tiepolo de 1736.
El tema de la pintura fue tomado, especialmente, de Las metamorfosis de Ovidio. Según el relato, el padre de Dánae, Acrisio, después de escuchar del oráculo de Delfos que su nieto contribuiría activamente a su muerte, encerró a su hija en una torre de bronce para protegerse del destino. La artimaña de Acrisio para mantenerla lejos de cualquier varón no sirvió de nada: Zeus entró en la torre en forma de lluvia dorada y fecundó a Dánae.

## Descripción
El primer pintor que retrató a Danae no como una joven inocente sorprendida sino como una ramera calculadora fue Tintoretto. Pintó un cuadro de Dánae, que la representa contando monedas de oro y una sirvienta que la ayuda a recogerlas. Tiepolo agregó un elemento grotesco al tema. En una cama barroca, entre las sábanas, presentó a una mujer tendida de costado con las nalgas al descubierto. La expresión de su rostro indica su aburrimiento, y Amor, de pie junto a ella, intenta en vano obligarla a realizar cualquier actividad. A la derecha, una vieja sirvienta de rostro ligeramente caricaturizado atrapa el dinero dorado con una bandeja.
Tintoretto también se desvió de la forma tradicional de presentar a Júpiter en su representación. Zeus no tiene disfraz, es un anciano arrugado que llega hasta Dánae en una nube. Su manto se ondea, su barba también cede ante la prisa con la que se acerca a la cama de la mujer. En la parte inferior, el perro ladra al águila, el símbolo de Júpiter, que sostiene sus rayos. El artista yuxtapone la estática de Dánae y la dinámica de Zeus, pero sobre todo, muestra parodias de un mito erotizado.